# روبنس سامبوزا
روبنس سامبوزا (انگلیسی: Rubens Sambueza؛ زادهٔ ۱ ژانویهٔ ۱۹۸۴) بازیکن فوتبال اهل آرژانتین است.
از باشگاه‌هایی که در آن بازی کرده‌است می‌توان به باشگاه فوتبال ریور پلاته، باشگاه فوتبال آمریکا، باشگاه فوتبال فلامینگو، و باشگاه فوتبال اونیورسیداد ناسیونال اشاره‌کرد.
وی همچنین در تیم‌های ملی فوتبال زیر ۱۷ سال و زیر ۲۰ سال آرژانتین بازی کرده‌است.